# Bình Châu, Bình Sơn
Bình Châu là một xã thuộc huyện Bình Sơn, tỉnh Quảng Ngãi.

## Hành chính
Xã Bình Châu có 9 thôn: Định Tân, Châu Bình, Châu Me, Châu Thuận Nông, Châu Thuận Biển, Phú Quý, Tân Đức, An Hải, Châu Thuận Tây.

## Du lịch
Xã có thắng cảnh Ba Làng An (hay gọi là Mũi Đèn - thôn Phú Quý), địa đạo Đám Toái (thôn Phú Quý) và cảng Sa Kỳ - là cửa ngỏ ra huyện đảo Lý Sơn.
Cảng Bình Châu chứa nhiều tàu đắm cổ.